# Émile François Léon Rimailho
Émile François Léon Rimailho (Parijs, 2 maart 1864 - Pont-Erambourg, 28 september 1954) was een Frans militair, ingenieur, arbeidssocioloog en politicus.
Geboren in Parijs, als zoon van de venter Jean-Marie Rimailho en Marie Trolley, is Rimailho in zijn jeugd een redelijk intelligente leerling. In 1884 gaat hij studeren aan de Polytechnique; na succesvolle afsluiting van het tweede studiejaar vertrekt hij naar de Artillerieschool en wordt artillerieofficier.
In 1894 wordt hij aangetrokken als militair technisch ingenieur bij het Staatsatelier van Puteaux. Daar neemt hij als kapitein in januari 1895 samen met kapitein Sainte-Claire Deville de ontwikkeling over van het 75mm-veldkanon, nadat luitenant-kolonel Deport om financiële redenen de overstap gemaakt heeft naar de particuliere sector. Het lukt beide mannen om het nieuwe type, met een revolutionair nieuw sluitstuk en reminrichting dat een snellere vuurcyclus mogelijk maakt, gereed te maken voor productie. Hiervoor werd hij op 6 juni 1899 onderscheidde met een benoeming tot Ridder in het Franse Legioen van Eer.

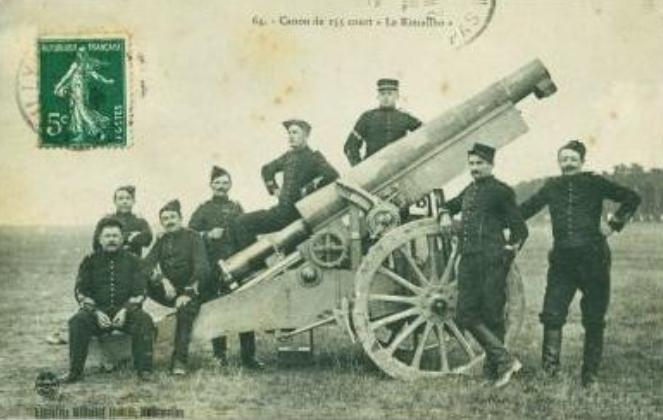
Rimailho's laatste technologische succes: zijn 155mm-veldkanon

In 1904 ontwikkelt hij het 155mm-CTR (Canon de Tir Rapide) veldkanon. Verdere projecten mislukken echter: in die tijd krijgt de methode van Estienne de overhand om artillerieduels te winnen door een superieure ballistiek in plaats van door een hoge vuursnelheid en mondingssnelheid.
Gefrustreerd door dit beleid en ontevreden over de financiële beloning voor zijn verdiensten, gaat Rimailho, hoewel in maart 1911 bevorderd tot luitenant-kolonel, in februari 1913 werken bij de wapenfabriek Saint-Chamond.
Daarvoor had Rimailho echter ook wel enkele commando's gehad: in 1899 vocht hij in Afrika; tussen 1906 en 1908 was hij commandant van een 155mm batterij bij het 13e Artillerieregiment te Vincennes. Bij het uitbreken van de Eerste Wereldoorlog wordt hij daarom op 2 augustus 1914 gemobiliseerd en vecht als commandant van een afdeling artillerie tegen de Duitsers in de Ardennen waarbij hij zich onderscheidt door zijn onverschrokken optreden: Aussi vaillant combattant que savant technicien prijst een legerorder hem. De Franse wapenindustrie staat echter op het punt van instorten door het wegvallen van de zware industrie in Midden-Lotharingen en een tekort aan arbeidskrachten. Op 12 november gaat Rimailho weer bij Saint-Chamond werken en wordt daar in maart 1915 technisch directeur.

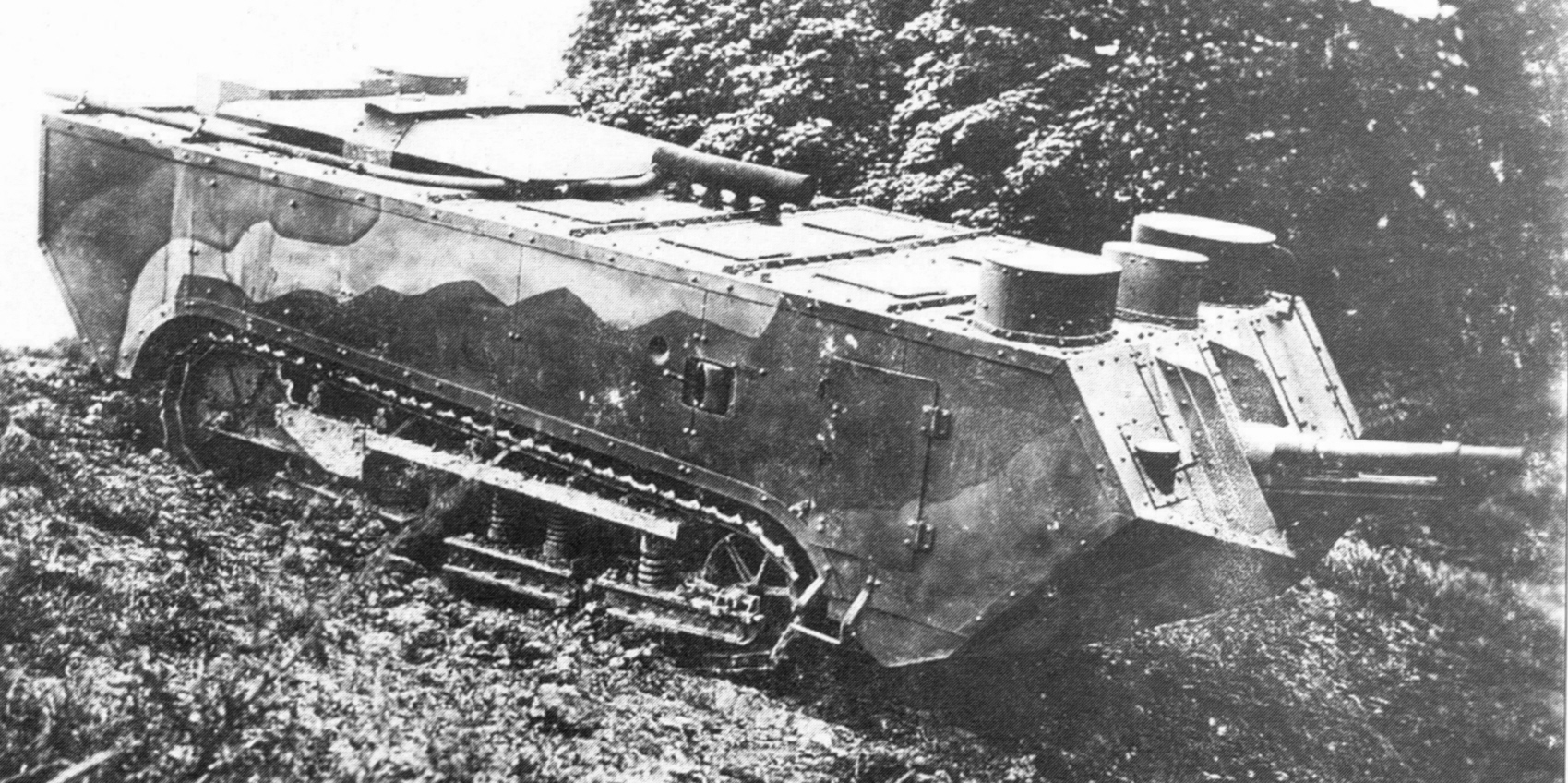
St Chamond tank

In 1916 ontwikkelt hij de St Chamond - tank; het lukt hem de specificaties zo te laten veranderen dat hij er een verbeterde versie van zijn 75mm kanon kan inbouwen. Daardoor wordt het voertuig te zwaar om nog goed te kunnen functioneren. In 1917 overtuigt hij de Brit Albert Stern om de onbetrouwbare petro-elektrische transmissie van de St Chamond ook bij de Mark IV te laten inbouwen, wat een vertraging oplevert van 11 maanden in de Britse tankproductie. Begin 1918 moet Rimailho zich aan een parlementaire-enquêtecommissie verantwoorden voor zijn gedrag; maar hij weet zich van alle blaam te zuiveren, wellicht omdat hij op dat moment onmisbaar geacht wordt voor de ontwikkeling van de gemechaniseerde artillerie.
Na de oorlog weet Rimailho in juni 1919 de belangrijkste Franse wapenfabrikanten te overtuigen onder zijn leiding een overkoepelend syndicaat op te richten met de naam Compagnie Générale de Construction et d'Entretien du Matériel de chemin de fer (CGCEM). Hoewel naar buiten toe een nutsmaatschappij voor het gecoördineerd onderhoud van treinmaterieel, gaat het hier in werkelijkheid om een enorm kartel om de prijzen in de zware industrie te beheersen. Vrijwel tot zijn dood toe zou Rimailho hier directeur van blijven.
In 1924 publiceert Rimailho zijn mémoires. Dit duidt er echter geenszins op dat hij van plan is van een onbezorgde oude dag te gaan genieten. In de jaren twintig en dertig wordt Rimailho een groot voorvechter van het corporatisme en schrijft vele arbeidssociologische publicaties over de moderne organisatie van de arbeid in de industrie, waaronder Organisation à la française uit 1936. Zijn denkbeelden brengen hem aan de rechterkant van het politieke spectrum: in 1941 maakt het Vichy-regime hier dankbaar gebruik van door hem als gevierd geleerde te betrekken bij de Service d'Étude des nouvelles méthodes de Rénumerations du Travail (SERT): een propagandaorganisatie ter bevordering van het inschakelen van het Franse arbeidspotentieel in de Nieuwe Orde. Rimailho zelf richt de Compagnie d'ingenieurs en organisation op, een soort consultatiebureau.
Na de oorlog ontsnapt Rimailho wederom aan ieder verwijt: hij wordt niet als collaborateur vervolgd. In 1947 publiceert hij zijn laatste boek met de wat ongelukkige titel Chacun sa Part (Jedem das Seine); vlak voor zijn dood richt hij nog het Bureau Fer-ciment op dat pre-fab huizen ontwikkelt.
Tegenwoordig zijn de meningen over Rimailho zeer verdeeld: het beeld dat men van hem heeft varieert van dat van een duivelse fascistoïde manipulator tot een grote held van de katholiek-sociale beweging, afhankelijk van de politieke voorkeur.